# 伯恩哈德二世 (安哈特-貝恩堡)
伯恩哈德二世（德語：Bernhard II.，1262年—1324年），安哈特-貝恩堡親王，伯恩哈德一世之子，1287年至1323年在位。

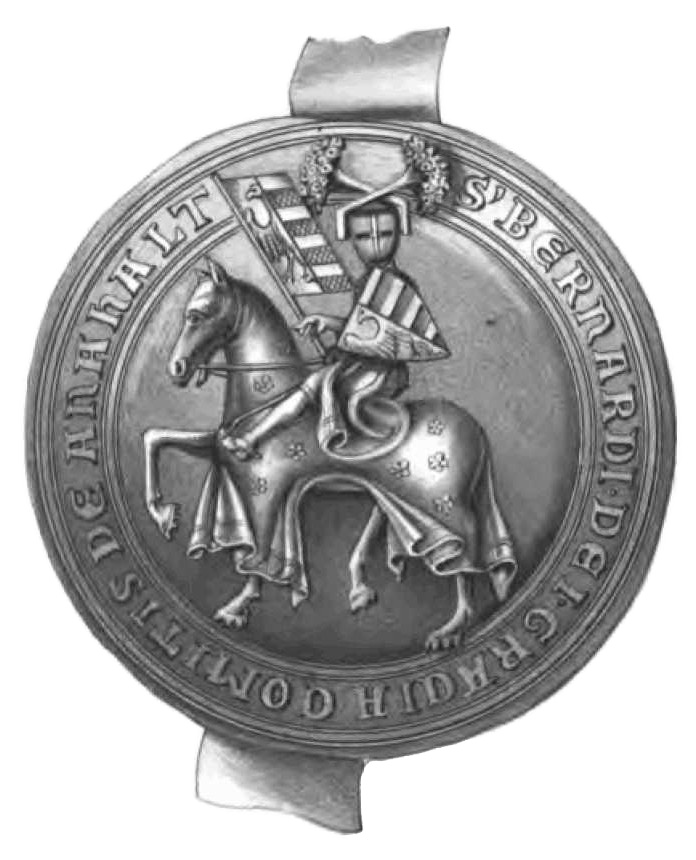
伯恩哈德二世的印章

## 家庭
1302年，伯恩哈德二世與呂根的海倫娜（Helena von Rügen）結婚，兩人共有三個兒子：
1. 伯恩哈德三世（—1348年）
2. 亨利（—1337年）
3. 奧托